# Net Brussel
Net Brussel (Frans: Bruxelles-Propreté) is een instelling die afval ophaalt en verwerkt in het Brussels Hoofdstedelijk Gewest. Het takenpakket bestaat o.a. uit selectieve ophaling, huis-aan-huisophalingen en kerstboomophalingen voor handelaars en inwoners. Ook plaatst het op aanvraag containers voor scholen, flatgebouwen en grootkeukens.

## Oprichting
Net Brussel werd opgericht in 1990 onder de benaming "Net Brussel, Gewestelijk Agentschap voor Netheid" en is een rechtspersoonlijkheid. Sinds 1993 heeft Net Brussel zijn eigen school, de Gewestelijke School voor Openbare Netheid (GSON).
Net Brussel valt in de Regering-Vervoort II onder de bevoegdheid van Fadila Laanan, staatssecretaris van het Brussels Hoofdstedelijk Gewest. De bevoegdheid voor Openbare Netheid, Vuilnisophaling en -verwerking is gedelegeerd door minister-president Rudi Vervoort.